# Saison 2021-2022 du Real Madrid
Maillots
Dernière mise à jour : 21 mai 2022.
Chronologie
Saison précédente Saison suivante
Cette saison fait suite à la saison 2020-2021 qui a vu le Real Madrid faire une saison blanche, cette saison est par ailleurs la 91e du club en Liga.
La saison 2021-2022 du Real Madrid voit le club madrilène engagé dans 4 compétitions officielles : LaLiga Santander, Ligue des champions, Coupe du Roi et Supercoupe d'Espagne.
À la suite du départ de Zinédine Zidane, c'est l’entraîneur italien Carlo Ancelotti qui est nommé entraîneur pour trois saisons.
Les principales incorporations sont celle de l'international autrichien David Alaba et du milieu de terrain français Eduardo Camavinga tandis que le club enregistre le départ de deux légendes du club, le capitaine Sergio Ramos qui quitte le club au terme de son contrat après 16 ans au club et Raphaël Varane après dix saisons au club.
Lors de cette saison, le Real Madrid remporte la Supercoupe d'Espagne, la Liga et la Ligue des champions.

## Matchs amicaux de pré-saison
La reprise de l'entraînement a la Ciudad Real Madrid a lieu le lundi 5 juillet 2021.
Le 8 juillet 2021, le Real Madrid annonce l'officialisation d'un match amical à Glasgow contre les Glasgow Rangers.
Le 13 juillet 2021, le Real Madrid annonce l'officialisation d'un second match amical à Klagenfurt contre l'AC Milan dans le cadre de la #AthletesVersus Cup qui lutte contre le racisme.

## Effectif professionnel

### Joueurs prêtés
| N° | P. | Nat. | Nom              | Club en prêt      | Compétition | Championnat | Championnat | Championnat | Championnat  | Coupe d'Europe | Coupe d'Europe | Coupe d'Europe | Coupe d'Europe | Coupes nationales | Coupes nationales | Coupes nationales | Coupes nationales | Total | Total | Total  | Total        |
| N° | P. | Nat. | Nom              | Club en prêt      | Compétition | MJ          | B           | Averti      | Carton rouge | MJ             | B              | Averti         | Carton rouge   | MJ                | B                 | Averti            | Carton rouge      | MJ    | B     | Averti | Carton rouge |
| -- | -- | ---- | ---------------- | ----------------- | ----------- | ----------- | ----------- | ----------- | ------------ | -------------- | -------------- | -------------- | -------------- | ----------------- | ----------------- | ----------------- | ----------------- | ----- | ----- | ------ | ------------ |
| 21 | A  |      | Borja Mayoral    | AS Roma           | Serie A     | 4           | 0           | 0           | 0            | 6              | 0              | 0              | 0              | 0                 | 0                 | 0                 | 0                 | 10    | 0     | 0      | 0            |
| 20 | A  |      | Reinier          | Borussia Dortmund | Bundesliga  | 6           | 0           | 0           | 0            | 3              | 0              | 0              | 0              | 2                 | 0                 | 0                 | 0                 | 11    | 0     | 0      | 0            |
| 10 | M  |      | Brahim Díaz      | AC Milan          | Serie A     | 16          | 3           | 2           | 0            | 5              | 1              | 1              | 0              | 0                 | 0                 | 0                 | 0                 | 21    | 4     | 3      | 0            |
| 17 | M  |      | Takefusa Kubo    | Real Majorque     | LaLiga      | 11          | 1           | 1           | 0            | 0              | 0              | 0              | 0              | 1                 | 0                 | 0                 | 0                 | 10    | 1     | 1      | 0            |
| 29 | D  |      | Alvaro Odriozola | ACF Fiorentina    | Serie A     | 14          | 0           | 4           | 0            | 0              | 0              | 0              | 0              | 0                 | 0                 | 0                 | 0                 | 14    | 0     | 4      | 0            |

## Transferts
| Nom               | Nationalité    | Poste     | Transfert               | Indemnité       | Provenance/Destination | Division       |
| ----------------- | -------------- | --------- | ----------------------- | --------------- | ---------------------- | -------------- |
| Arrivées          |                |           |                         |                 |                        |                |
| David Alaba       | Autriche       | Défenseur | Transfert libre (5 ans) | -               | Bayern Munich          | Bundesliga     |
| Martin Ødegaard   | Norvège        | Milieu    | Retour de prêt          | -               | Arsenal FC             | Premier League |
| Dani Ceballos     | Espagne        | Milieu    | Retour de prêt          | -               | Arsenal FC             | Premier League |
| Takefusa Kubo     | Japon          | Milieu    | Retour de prêt          | -               | Getafe CF              | LaLiga         |
| Brahim Díaz       | Espagne        | Milleu    | Retour de prêt          | -               | AC Milan               | Serie A        |
| Gareth Bale       | Pays de Galles | Attaquant | Retour de prêt          | -               | Tottenham Hotspur      | Premier League |
| Luka Jović        | Serbie         | Attaquant | Retour de prêt          | -               | Eintracht Francfort    | Bundesliga     |
| Jesús Vallejo     | Espagne        | Défenseur | Retour de prêt          | -               | Grenade CF             | LaLiga         |
| Eduardo Camavinga | France         | Milieu    | Transfert (6 ans)       | 31 millions d'€ | Stade rennais          | Ligue 1        |
| Départs           |                |           |                         |                 |                        |                |
| Sergio Ramos      | Espagne        | Défenseur | Fin de contrat          | -               | Paris Saint-Germain    | Ligue 1        |
| Brahim Díaz       | Espagne        | Milleu    | Prêt (2 ans)            | 3 millions d'€  | AC Milan               | Serie A        |
| Raphaël Varane    | France         | Défenseur | Transfert (4 ans)       | 40 millions d'€ | Manchester United      | Premier League |
| Takefusa Kubo     | Japon          | Milieu    | Prêt                    | -               | Real Majorque          | LaLiga         |
| Martin Ødegaard   | Norvège        | Milieu    | Transfert (5 ans)       | 35 millions d'€ | Arsenal                | Premier League |
| Alvaro Odriozola  | Espagne        | Défenseur | Prêt                    | -               | ACF Fiorentina         | Serie A        |

## Les rencontres de la saison

### Calendrier
Le tableau suivant récapitule le calendrier prévisionnel du Real Madrid pour la saison 2021-2022.

### Matchs amicaux
| Date            | Adversaire      | Division    | Lieu                                     | Score | Buteurs    |
| Match amical    |                 |             |                                          |       |            |
| 25 juillet 2021 | Glasgow Rangers | Premiership | Ibrox Stadium, Glasgow, Écosse           | 2-1   | Rodrygo 8e |
| 8 août 2021     | AC Milan        | Serie A     | Wörthersee Stadion, Klagenfurt, Autriche | 0-0   |            |

### Supercoupe d'Espagne
| Date            | Tour        | Adversaire      | Lieu                         | Score | Buteurs                                 |
| --------------- | ----------- | --------------- | ---------------------------- | ----- | --------------------------------------- |
| 12 janvier 2022 | Demi-finale | FC Barcelone    | King Fahd de Riyadh, Djeddah | 2-3ap | Vinícius 25e, Benzema 72e, Valverde 98e |
| 16 janvier 2022 | Finale      | Athletic Bilbao | King Fahd de Riyadh, Djeddah | 0-2   | Modrić 38e, Benzema 52e (pen.)          |

Le 16 janvier 2022 le Real Madrid remporte la Supercoupe d'Espagne contre l'Athletic Bilbao.
| Supercoupe d'Espagne Champion 2022 |
| ---------------------------------- |
| Real Madrid 12e Titre              |

### Coupe du Roi
Les quatre participants à la Supercoupe d'Espagne en janvier 2022 sont exempts des premiers tours et font leur entrée dans la compétition en seizièmes de finale.
| Date            | Tour               | Adversaire      | Lieu                   | Score | Buteurs                                       |
| --------------- | ------------------ | --------------- | ---------------------- | ----- | --------------------------------------------- |
| 5 janvier 2022  | Seizième de finale | CD Alcoyano     | El Collao, Alcoy       | 1-3   | Militão 39e, Asensio 76e, José Juan 78e (csc) |
| 20 janvier 2022 | Huitième de finale | Elche CF        | Martínez Valero, Elche | 1-2ap | Isco 108e, Hazard 115e                        |
| 3 février 2022  | Quart de finale    | Athletic Bilbao | San Mamés, Bilbao      | 1-0   |                                               |

Le 3 février 2022 le Real Madrid est éliminé en quart de finale de la Coupe du Roi contre l'Athletic Bilbao.

### LaLiga Santander
Le Real Madrid débutera sa saison de Liga par trois matchs à l'extérieur, une demande du club acceptée par la LaLiga lui permettant de préparer le retour du public au Santiago Bernabéu actuellement en rénovation.
| Date              | J.  | Adversaire         | Lieu                            | Score | Buteurs                                                     |
| ----------------- | --- | ------------------ | ------------------------------- | ----- | ----------------------------------------------------------- |
| 14 août 2021      | 1re | Deportivo Alavés   | Mendizorrotza, Vitoria-Gasteiz  | 1-4   | Benzema 48e 62e, Nacho 56e, Vinícius 90+2e                  |
| 22 août 2021      | 2e  | Levante UD         | Ciutat de València, Valence     | 3-3   | Bale 5e, Vinícius 73e 85e                                   |
| 28 août 2021      | 3e  | Betis Séville      | Benito-Villamarín, Séville      | 0-1   | Carvajal 61e                                                |
| 12 septembre 2021 | 4e  | Celta Vigo         | Santiago Bernabéu, Madrid       | 5-2   | Benzema 24e 46e 87e (pen.), Vinícius 54e, Camavinga 72e     |
| 19 septembre 2021 | 5e  | Valence CF         | Mestalla, Valence               | 1-2   | Vinicius 86e, Benzema 88e                                   |
| 22 septembre 2021 | 6e  | RCD Majorque       | Santiago Bernabéu, Madrid       | 6-1   | Benzema 3e 78e, Asensio 24e 29e 55e, Isco 84e               |
| 25 septembre 2021 | 7e  | Villarreal CF      | Santiago Bernabéu, Madrid       | 0-0   |                                                             |
| 3 octobre 2021    | 8e  | Espanyol Barcelone | RCDE Stadium, Barcelone         | 2-1   | Benzema 71e                                                 |
| 24 octobre 2021   | 10e | FC Barcelone       | Camp Nou, Barcelone             | 1-2   | Alaba 32e, Vazquez 90+4e                                    |
| 27 octobre 2021   | 11e | CA Osasuna         | Santiago Bernabéu, Madrid       | 0-0   |                                                             |
| 30 octobre 2021   | 12e | Elche CF           | Martínez Valero, Elche          | 1-2   | Vinicius 22e 73e                                            |
| 6 novembre 2021   | 13e | Rayo Vallecano     | Santiago Bernabéu, Madrid       | 2-1   | Kroos 14e, Benzema 38e                                      |
| 21 novembre 2021  | 14e | Grenade CF         | Nuevo Los Cármenes, Grenade     | 1-4   | Asensio 19e, Nacho 25e, Vinícius 56e, Mendy 76e             |
| 28 novembre 2021  | 15e | Séville FC         | Santiago Bernabéu, Madrid       | 2-1   | Benzema 32e, Vinícius 87e                                   |
| 1er décembre 2021 | 9e  | Athletic Bilbao    | Santiago Bernabéu, Madrid       | 1-0   | Benzema 40e                                                 |
| 5 décembre 2021   | 16e | Real Sociedad      | Stade d'Anoeta, Saint-Sébastien | 0-2   | Vinícius 47e, Jović 57e                                     |
| 12 décembre 2021  | 17e | Atlético Madrid    | Santiago Bernabéu, Madrid       | 2-0   | Benzema 16e, Asensio 57e                                    |
| 19 décembre 2021  | 18e | Cadix CF           | Santiago Bernabéu, Madrid       | 0-0   |                                                             |
| 22 décembre 2021  | 21e | Athletic Bilbao    | San Mamés, Bilbao               | 1-2   | Benzema 4e 7e                                               |
| 2 janvier 2022    | 19e | Getafe CF          | Coliseum Alfonso Pérez, Getafe  | 1-0   |                                                             |
| 8 janvier 2022    | 20e | Valence CF         | Santiago Bernabéu, Madrid       | 4-1   | Benzema 43e (pen.) 88e, Vinícius 52e 61e                    |
| 23 janvier 2022   | 22e | Elche CF           | Santiago Bernabéu, Madrid       | 2-2   | Modrić 82e (pen.), Militão 90+2e                            |
| 6 février 2022    | 23e | Grenade CF         | Santiago Bernabéu, Madrid       | 1-0   | Asensio 74e                                                 |
| 12 février 2022   | 24e | Villarreal CF      | La Cerámica, Vila-real          | 0-0   |                                                             |
| 19 février 2022   | 25e | Deportivo Alavés   | Santiago Bernabéu, Madrid       | 3-0   | Asensio 63e, Vinícius 80e, Benzema 90+1e (pen.)             |
| 26 février 2022   | 26e | Rayo Vallecano     | Vallecas, Madrid                | 0-1   | Benzema 83e                                                 |
| 5 mars 2022       | 27e | Real Sociedad      | Santiago Bernabéu, Madrid       | 4-1   | Camavinga 40e, Modrić 43e, Benzema 76e (pen.), Asensio 79e  |
| 14 mars 2022      | 28e | RCD Majorque       | Visit Mallorca, Palma           | 0-3   | Vinícius 55e, Benzema 77e (pen.) 82e                        |
| 20 mars 2022      | 29e | FC Barcelone       | Santiago Bernabéu, Madrid       | 0-4   |                                                             |
| 2 avril 2022      | 30e | Celta Vigo         | Abanca-Balaídos, Vigo           | 1-2   | Benzema 19e (pen.) 70e (pen.)                               |
| 9 avril 2022      | 31e | Getafe CF          | Santiago Bernabéu, Madrid       | 2-0   | Casemiro 38e, Vazquez 68e                                   |
| 17 avril 2022     | 32e | Séville FC         | Ramón-Sánchez-Pizjuán, Séville  | 2-3   | Rodrygo 50e, Nacho 82e, Benzema 90+2e                       |
| 20 avril 2022     | 33e | CA Osasuna         | Stade El Sadar, Pampelune       | 1-3   | Alaba 12e, Asensio 45e, Vázquez 90+6e                       |
| 30 avril 2022     | 34e | Espanyol Barcelone | Santiago Bernabéu, Madrid       | 4-0   | Rodrygo 33e 43e, Asensio 55e, Benzema 81e                   |
| 8 mai 2022        | 35e | Atlético Madrid    | Wanda Metropolitano, Madrid     | 1-0   |                                                             |
| 12 mai 2022       | 36e | Levante UD         | Santiago Bernabéu, Madrid       | 6-0   | F.Mendy 13e, Benzema 19e, Rodrygo 34e, Vinícius 45e 68e 83e |
| 15 mai 2022       | 37e | Cadix CF           | Ramón de Carranza, Cadix        | 1-1   | Mariano 5e                                                  |
| 20 mai 2022       | 38e | Betis Séville      | Santiago Bernabéu, Madrid       | 0-0   |                                                             |

#### Évolution du classement et des résultats
| Journée  | 1   | 2  | 3   | 4   | 5   | 6   | 7   | 8   | 9   | 10  | 11  | 12  | 13  | 14  | 15  | 16  | 17  | 18  | 19  | 20  | 21  | 22  | 23  | 24  | 25  | 26  | 27  | 28  | 29  | 30  | 31  | 32  | 33  | 34  | 35  | 36  | 37  | 38  | Journées en tête |
| -------- | --- | -- | --- | --- | --- | --- | --- | --- | --- | --- | --- | --- | --- | --- | --- | --- | --- | --- | --- | --- | --- | --- | --- | --- | --- | --- | --- | --- | --- | --- | --- | --- | --- | --- | --- | --- | --- | --- | ---------------- |
| Rang     | 1er | 3e | 1er | 1er | 1er | 1er | 1er | 1er | 1er | 1er | 1er | 1er | 1er | 1er | 1er | 1er | 1er | 1er | 1er | 1er | 1er | 1er | 1er | 1er | 1er | 1er | 1er | 1er | 1er | 1er | 1er | 1er | 1er | 1er | 1er | 1er | 1er | 1er | 37               |
| Résultat | V   | N  | V   | V   | V   | V   | N   | D   | V   | V   | N   | V   | V   | V   | V   | V   | V   | N   | D   | V   | V   | N   | V   | N   | V   | V   | V   | V   | D   | V   | V   | V   | V   | V   | D   | V   | N   | N   | 37               |
| Point    | 3   | 4  | 7   | 10  | 13  | 16  | 17  | 17  | 20  | 23  | 24  | 27  | 30  | 33  | 36  | 39  | 42  | 43  | 43  | 46  | 49  | 50  | 53  | 54  | 57  | 60  | 63  | 66  | 66  | 69  | 72  | 75  | 78  | 81  | 81  | 84  | 85  | 86  | 37               |

Le 30 avril 2022 le Real Madrid remporte le championnat d'Espagne après avoir battu l'Espanyol Barcelone 4-0 à la 34e journée.
| Championnat d'Espagne Champion 2021-2022 |
| ---------------------------------------- |
| Real Madrid 35e Titre                    |

### Ligue des Champions
Le tirage au sort de la phase de poules de la Ligue des champions a été effectué jeudi 26 août à 18h00 à Istanbul en Turquie.

#### Phase de groupes
| Date              | J.  | Adversaire       | Lieu                      | Score | Buteurs                                                          |
| ----------------- | --- | ---------------- | ------------------------- | ----- | ---------------------------------------------------------------- |
| 15 septembre 2021 | 1re | Inter Milan      | San Siro, Milan           | 0-1   | Rodrygo 89e                                                      |
| 28 septembre 2021 | 2e  | Sheriff Tiraspol | Santiago Bernabéu, Madrid | 1-2   | Benzema 65e                                                      |
| 19 octobre 2021   | 3e  | Chakhtar Donetsk | NSC Olimpiski, Kiev       | 0-5   | Kryvtsov 37e (csc), Vinicius 51e 56e, Rodrygo 65e, Benzema 90+1e |
| 3 novembre 2021   | 4e  | Chakhtar Donetsk | Santiago Bernabéu, Madrid | 2-1   | Benzema 14e 61e                                                  |
| 24 novembre 2021  | 5e  | Sheriff Tiraspol | Sheriff Stadium, Tiraspol | 0-3   | Alaba 30e (cf.), Kroos 45+1e, Benzema 55e                        |
| 7 décembre 2021   | 6e  | Inter Milan      | Santiago Bernabéu, Madrid | 2-0   | Kroos 17e, Asensio 79e                                           |

| Rang | Équipe           | Pts | J | G | N | P | Bp | Bc | Diff |  | Résultats (▼ dom., ► ext.) |     |     |     |     |
| ---- | ---------------- | --- | - | - | - | - | -- | -- | ---- |  | -------------------------- | --- | --- | --- | --- |
| 1    | Real Madrid      | 15  | 6 | 5 | 0 | 1 | 14 | 3  | +11  |  | Real Madrid                |     | 2-0 | 1-2 | 2-1 |
| 2    | Inter Milan      | 10  | 6 | 3 | 1 | 2 | 8  | 5  | +3   |  | Inter Milan                | 0-1 |     | 3-1 | 2-0 |
| 3    | Sheriff Tiraspol | 7   | 6 | 2 | 1 | 3 | 7  | 11 | -4   |  | Sheriff Tiraspol           | 0-3 | 1-3 |     | 2-0 |
| 4    | Chakhtar Donetsk | 2   | 6 | 0 | 2 | 4 | 2  | 12 | -10  |  | Chakhtar Donetsk           | 0-5 | 0-0 | 1-1 |     |

#### Huitième de finale
Le tirage au sort des huitièmes de finale de la Ligue des champions a été effectué lundi 13 décembre à 15h00.
| Date            | Tour   | Adversaire          | Lieu                      | Score | Buteurs             |
| --------------- | ------ | ------------------- | ------------------------- | ----- | ------------------- |
| 15 février 2022 | Aller  | Paris Saint-Germain | Parc des Princes, Paris   | 1-0   |                     |
| 9 mars 2022     | Retour | Paris Saint-Germain | Santiago Bernabéu, Madrid | 3-1   | Benzema 61e 76e 78e |

#### Quart de finale
Le tirage au sort des quarts et des demi-finales de la Ligue des champions a été effectué le vendredi 18 mars.
| Date          | Tour   | Adversaire | Lieu                      | Score | Buteurs                  |
| ------------- | ------ | ---------- | ------------------------- | ----- | ------------------------ |
| 6 avril 2022  | Aller  | Chelsea FC | Stamford Bridge, Londres  | 1-3   | Benzema 21e 24e 46e      |
| 12 avril 2022 | Retour | Chelsea FC | Santiago Bernabéu, Madrid | 2-3ap | Rodrygo 80e, Benzema 96e |

#### Demi-finale
| Date          | Tour   | Adversaire      | Lieu                       | Score | Buteurs                               |
| ------------- | ------ | --------------- | -------------------------- | ----- | ------------------------------------- |
| 26 avril 2022 | Aller  | Manchester City | Etihad Stadium, Manchester | 4-3   | Benzema 33e 88e (pen.), Vinícius 55e  |
| 4 mai 2022    | Retour | Manchester City | Santiago Bernabéu, Madrid  | 3-1ap | Rodrygo 90e 90+1e, Benzema 95e (pen.) |

#### Finale
| 28 mai 2022 | Liverpool FC | 0 - 1   | Real Madrid         | Stade de France, Saint-Denis                              |                                                           |
| 21h00 CEST  |              | (0 - 0) | Vinícius Júnior 59e | Arbitrage : Clément Turpin Arbitre vidéo : Jérôme Brisard | Arbitrage : Clément Turpin Arbitre vidéo : Jérôme Brisard |
| 21h00 CEST  | Rapport      |         |                     | Arbitrage : Clément Turpin Arbitre vidéo : Jérôme Brisard | Arbitrage : Clément Turpin Arbitre vidéo : Jérôme Brisard |

Le 28 mai 2022 le Real Madrid remporte sa 14éme Ligue des champions face à Liverpool en finale.

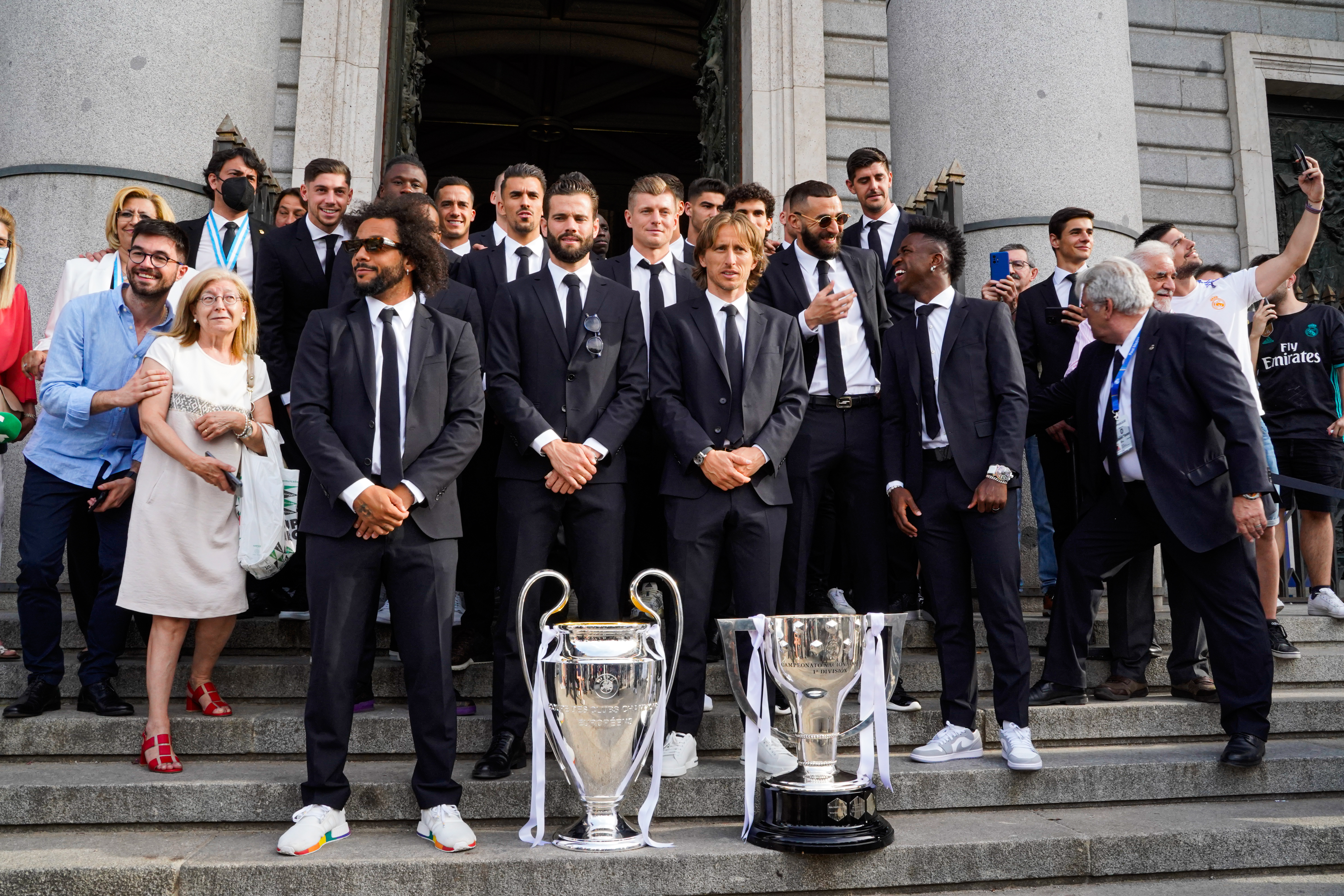
Les joueurs du Real Madrid célèbrent le doublé le 29 mai 2022, le lendemain de leur victoire en Ligue des Champions.

| Ligue des champions Vainqueur 2021-2022 |
| --------------------------------------- |
| Real Madrid 14e Titre                   |

## Statistiques

### Statistiques collectives
| Compétition          | Débute au tour     | Termine         | Matches joués | Gagnés | Nuls | Perdus | Buts pour | Buts contre | Différence |
| -------------------- | ------------------ | --------------- | ------------- | ------ | ---- | ------ | --------- | ----------- | ---------- |
| Liga Santander       | 1re Journée        | Champion        | 38            | 26     | 8    | 4      | 80        | 31          | +49        |
| Supercoupe d'Espagne | Demi-finale        | Champion        | 2             | 2      | 0    | 0      | 5         | 2           | +3         |
| Coupe du Roi         | Seizième de finale | Quart de finale | 3             | 2      | 0    | 1      | 5         | 3           | +2         |
| Ligue des champions  | Phase de groupes   | Champion        | 13            | 9      | 0    | 4      | 29        | 14          | +15        |
| Total                | Total              | Total           | 56            | 39     | 8    | 9      | 119       | 50          | +69        |

### Statistiques individuelles
(Mis à jour le 29 mai 2022)
| N° | Nat. | Nom               | Liga Santander | Liga Santander | Liga Santander | Liga Santander | Liga Santander | Supercoupe d'Espagne             | Supercoupe d'Espagne             | Supercoupe d'Espagne             | Supercoupe d'Espagne             | Supercoupe d'Espagne             | Coupe du Roi                     | Coupe du Roi                     | Coupe du Roi                     | Coupe du Roi                     | Coupe du Roi                     | Ligue des champions              | Ligue des champions              | Ligue des champions              | Ligue des champions              | Ligue des champions              | Total | Total       | Total          | Total  | Total        |
| N° | Nat. | Nom               | M.j.           | But inscrit    | Passe décisive | Averti         | Carton rouge   | M.j.                             | But inscrit                      | Passe décisive                   | Averti                           | Carton rouge                     | M.j.                             | But inscrit                      | Passe décisive                   | Averti                           | Carton rouge                     | M.j.                             | But inscrit                      | Passe décisive                   | Averti                           | Carton rouge                     | M.j.  | But inscrit | Passe décisive | Averti | Carton rouge |
| -- | ---- | ----------------- | -------------- | -------------- | -------------- | -------------- | -------------- | -------------------------------- | -------------------------------- | -------------------------------- | -------------------------------- | -------------------------------- | -------------------------------- | -------------------------------- | -------------------------------- | -------------------------------- | -------------------------------- | -------------------------------- | -------------------------------- | -------------------------------- | -------------------------------- | -------------------------------- | ----- | ----------- | -------------- | ------ | ------------ |
| 1  |      | Thibaut Courtois  | 36             | -29            | 0              | 1              | 0              | 2                                | -2                               | 0                                | 0                                | 0                                | 1                                | -1                               | 0                                | 0                                | 0                                | 13                               | -14                              | 0                                | 0                                | 0                                | 52    | -46         | 0              | 1      | 0            |
| 2  |      | Dani Carvajal     | 24             | 1              | 3              | 1              | 0              | 1                                | 0                                | 0                                | 0                                | 0                                | N'a pas été utilisé cette saison | N'a pas été utilisé cette saison | N'a pas été utilisé cette saison | N'a pas été utilisé cette saison | N'a pas été utilisé cette saison | 11                               | 0                                | 1                                | 3                                | 0                                | 36    | 1           | 4              | 4      | 0            |
| 3  |      | Éder Militão      | 34             | 1              | 3              | 5              | 0              | 2                                | 0                                | 0                                | 0                                | 1                                | 2                                | 1                                | 0                                | 0                                | 0                                | 12                               | 0                                | 0                                | 4                                | 0                                | 50    | 2           | 3              | 9      | 1            |
| 4  |      | David Alaba       | 30             | 2              | 3              | 2              | 0              | 1                                | 0                                | 0                                | 0                                | 0                                | 3                                | 0                                | 1                                | 1                                | 0                                | 12                               | 1                                | 0                                | 1                                | 0                                | 46    | 3           | 4              | 4      | 0            |
| 5  |      | Jesús Vallejo     | 5              | 0              | 0              | 1              | 0              | N'a pas été utilisé cette saison | N'a pas été utilisé cette saison | N'a pas été utilisé cette saison | N'a pas été utilisé cette saison | N'a pas été utilisé cette saison | 1                                | 0                                | 0                                | 0                                | 0                                | 2                                | 0                                | 0                                | 0                                | 0                                | 8     | 0           | 0              | 1      | 0            |
| 6  |      | Nacho             | 28             | 3              | 0              | 7              | 0              | 2                                | 0                                | 0                                | 0                                | 0                                | 3                                | 0                                | 0                                | 0                                | 0                                | 9                                | 0                                | 0                                | 2                                | 0                                | 42    | 3           | 0              | 9      | 0            |
| 7  |      | Eden Hazard       | 18             | 0              | 1              | 2              | 0              | N'a pas été utilisé cette saison | N'a pas été utilisé cette saison | N'a pas été utilisé cette saison | N'a pas été utilisé cette saison | N'a pas été utilisé cette saison | 2                                | 1                                | 1                                | 0                                | 0                                | 3                                | 0                                | 0                                | 0                                | 0                                | 23    | 1           | 2              | 2      | 0            |
| 8  |      | Toni Kroos        | 28             | 1              | 3              | 4              | 0              | 2                                | 0                                | 0                                | 0                                | 0                                | 3                                | 0                                | 0                                | 2                                | 0                                | 12                               | 2                                | 0                                | 0                                | 0                                | 45    | 3           | 3              | 6      | 0            |
| 9  |      | Karim Benzema     | 32             | 27             | 12             | 0              | 0              | 2                                | 2                                | 1                                | 0                                | 0                                | Pas dans l'effectif cette saison | Pas dans l'effectif cette saison | Pas dans l'effectif cette saison | Pas dans l'effectif cette saison | Pas dans l'effectif cette saison | 12                               | 15                               | 2                                | 1                                | 0                                | 46    | 44          | 15             | 1      | 0            |
| 10 |      | Luka Modrić       | 28             | 2              | 8              | 5              | 0              | 2                                | 1                                | 0                                | 0                                | 0                                | 2                                | 0                                | 0                                | 1                                | 0                                | 13                               | 0                                | 4                                | 1                                | 0                                | 45    | 3           | 12             | 7      | 0            |
| 11 |      | Marco Asensio     | 31             | 10             | 0              | 2              | 0              | 1                                | 0                                | 0                                | 0                                | 0                                | 2                                | 1                                | 0                                | 0                                | 0                                | 8                                | 1                                | 2                                | 0                                | 0                                | 42    | 12          | 2              | 2      | 0            |
| 12 |      | Marcelo           | 12             | 0              | 2              | 0              | 0              | 1                                | 0                                | 0                                | 0                                | 0                                | 2                                | 0                                | 0                                | 0                                | 1                                | 3                                | 0                                | 0                                | 0                                | 0                                | 18    | 0           | 2              | 0      | 1            |
| 13 |      | Andriy Lunin      | 2              | -2             | 0              | 0              | 0              | N'a pas été utilisé cette saison | N'a pas été utilisé cette saison | N'a pas été utilisé cette saison | N'a pas été utilisé cette saison | N'a pas été utilisé cette saison | 2                                | -2                               | 0                                | 0                                | 0                                | N'a pas été utilisé cette saison | N'a pas été utilisé cette saison | N'a pas été utilisé cette saison | N'a pas été utilisé cette saison | N'a pas été utilisé cette saison | 4     | -4          | 0              | 0      | 0            |
| 14 |      | Casemiro          | 32             | 1              | 4              | 11             | 0              | 2                                | 0                                | 0                                | 1                                | 0                                | 3                                | 0                                | 0                                | 1                                | 0                                | 11                               | 0                                | 0                                | 3                                | 0                                | 48    | 1           | 4              | 16     | 0            |
| 15 |      | Federico Valverde | 31             | 0              | 1              | 2              | 0              | 2                                | 1                                | 0                                | 1                                | 0                                | 2                                | 0                                | 0                                | 0                                | 0                                | 11                               | 0                                | 1                                | 2                                | 0                                | 46    | 1           | 2              | 5      | 0            |
| 16 |      | Luka Jović        | 15             | 1              | 3              | 1              | 0              | N'a pas été utilisé cette saison | N'a pas été utilisé cette saison | N'a pas été utilisé cette saison | N'a pas été utilisé cette saison | N'a pas été utilisé cette saison | 1                                | 0                                | 0                                | 0                                | 0                                | 3                                | 0                                | 0                                | 1                                | 0                                | 19    | 1           | 3              | 2      | 0            |
| 17 |      | Lucas Vázquez     | 29             | 3              | 0              | 3              | 0              | 2                                | 0                                | 0                                | 0                                | 0                                | 2                                | 0                                | 0                                | 0                                | 0                                | 8                                | 0                                | 0                                | 1                                | 0                                | 41    | 3           | 0              | 4      | 0            |
| 18 |      | Gareth Bale       | 5              | 1              | 0              | 2              | 0              | Pas dans l'effectif cette saison | Pas dans l'effectif cette saison | Pas dans l'effectif cette saison | Pas dans l'effectif cette saison | Pas dans l'effectif cette saison | N'a pas été utilisé cette saison | N'a pas été utilisé cette saison | N'a pas été utilisé cette saison | N'a pas été utilisé cette saison | N'a pas été utilisé cette saison | 2                                | 0                                | 0                                | 0                                | 0                                | 7     | 1           | 0              | 2      | 0            |
| 19 |      | Dani Ceballos     | 11             | 0              | 0              | 1              | 0              | N'a pas été utilisé cette saison | N'a pas été utilisé cette saison | N'a pas été utilisé cette saison | N'a pas été utilisé cette saison | N'a pas été utilisé cette saison | 2                                | 0                                | 1                                | 0                                | 0                                | 5                                | 0                                | 0                                | 0                                | 0                                | 18    | 0           | 1              | 1      | 0            |
| 20 |      | Vinícius Júnior   | 35             | 17             | 13             | 6              | 0              | 2                                | 1                                | 0                                | 0                                | 0                                | 2                                | 0                                | 0                                | 0                                | 0                                | 13                               | 4                                | 7                                | 1                                | 0                                | 52    | 22          | 20             | 7      | 0            |
| 21 |      | Rodrygo           | 33             | 4              | 5              | 3              | 0              | 2                                | 0                                | 2                                | 0                                | 0                                | 3                                | 0                                | 1                                | 1                                | 0                                | 11                               | 5                                | 2                                | 1                                | 0                                | 49    | 9           | 10             | 5      | 0            |
| 22 |      | Isco              | 14             | 1              | 0              | 1              | 0              | N'a pas été utilisé cette saison | N'a pas été utilisé cette saison | N'a pas été utilisé cette saison | N'a pas été utilisé cette saison | N'a pas été utilisé cette saison | 3                                | 1                                | 1                                | 0                                | 0                                | N'a pas été utilisé cette saison | N'a pas été utilisé cette saison | N'a pas été utilisé cette saison | N'a pas été utilisé cette saison | N'a pas été utilisé cette saison | 17    | 2           | 1              | 1      | 0            |
| 23 |      | Ferland Mendy     | 22             | 2              | 2              | 4              | 0              | 2                                | 0                                | 0                                | 0                                | 0                                | 1                                | 0                                | 0                                | 0                                | 0                                | 10                               | 0                                | 3                                | 3                                | 0                                | 35    | 2           | 5              | 7      | 0            |
| 24 |      | Mariano           | 9              | 1              | 1              | 2              | 0              | Pas dans l'effectif cette saison | Pas dans l'effectif cette saison | Pas dans l'effectif cette saison | Pas dans l'effectif cette saison | Pas dans l'effectif cette saison | 1                                | 0                                | 0                                | 0                                | 0                                | 1                                | 0                                | 0                                | 0                                | 0                                | 11    | 1           | 1              | 2      | 0            |
| 25 |      | Eduardo Camavinga | 26             | 2              | 1              | 9              | 0              | 1                                | 0                                | 0                                | 0                                | 0                                | 3                                | 0                                | 0                                | 1                                | 0                                | 10                               | 0                                | 1                                | 1                                | 0                                | 40    | 2           | 2              | 11     | 0            |
| 27 |      | Antonio Blanco    | 1              | 0              | 0              | 0              | 0              | Pas dans l'effectif cette saison | Pas dans l'effectif cette saison | Pas dans l'effectif cette saison | Pas dans l'effectif cette saison | Pas dans l'effectif cette saison | Pas dans l'effectif cette saison | Pas dans l'effectif cette saison | Pas dans l'effectif cette saison | Pas dans l'effectif cette saison | Pas dans l'effectif cette saison | 1                                | 0                                | 0                                | 0                                | 0                                | 2     | 0           | 0              | 0      | 0            |
| 29 |      | Juanmi Latasa     | 1              | 0              | 0              | 0              | 0              | Pas dans l'effectif cette saison | Pas dans l'effectif cette saison | Pas dans l'effectif cette saison | Pas dans l'effectif cette saison | Pas dans l'effectif cette saison | Pas dans l'effectif cette saison | Pas dans l'effectif cette saison | Pas dans l'effectif cette saison | Pas dans l'effectif cette saison | Pas dans l'effectif cette saison | Pas dans l'effectif cette saison | Pas dans l'effectif cette saison | Pas dans l'effectif cette saison | Pas dans l'effectif cette saison | Pas dans l'effectif cette saison | 1     | 0           | 0              | 0      | 0            |
| 34 |      | Mario Gila        | 2              | 0              | 0              | 0              | 0              | Pas dans l'effectif cette saison | Pas dans l'effectif cette saison | Pas dans l'effectif cette saison | Pas dans l'effectif cette saison | Pas dans l'effectif cette saison | N'a pas été utilisé cette saison | N'a pas été utilisé cette saison | N'a pas été utilisé cette saison | N'a pas été utilisé cette saison | N'a pas été utilisé cette saison | Pas dans l'effectif cette saison | Pas dans l'effectif cette saison | Pas dans l'effectif cette saison | Pas dans l'effectif cette saison | Pas dans l'effectif cette saison | 2     | 0           | 0              | 0      | 0            |
| 35 |      | Miguel Gutiérrez  | 3              | 0              | 1              | 1              | 0              | Pas dans l'effectif cette saison | Pas dans l'effectif cette saison | Pas dans l'effectif cette saison | Pas dans l'effectif cette saison | Pas dans l'effectif cette saison | Pas dans l'effectif cette saison | Pas dans l'effectif cette saison | Pas dans l'effectif cette saison | Pas dans l'effectif cette saison | Pas dans l'effectif cette saison | 1                                | 0                                | 0                                | 0                                | 0                                | 4     | 0           | 1              | 1      | 0            |
| 43 |      | Sergio Santos     | 1              | 0              | 0              | 0              | 0              | Pas dans l'effectif cette saison | Pas dans l'effectif cette saison | Pas dans l'effectif cette saison | Pas dans l'effectif cette saison | Pas dans l'effectif cette saison | Pas dans l'effectif cette saison | Pas dans l'effectif cette saison | Pas dans l'effectif cette saison | Pas dans l'effectif cette saison | Pas dans l'effectif cette saison | Pas dans l'effectif cette saison | Pas dans l'effectif cette saison | Pas dans l'effectif cette saison | Pas dans l'effectif cette saison | Pas dans l'effectif cette saison | 1     | 0           | 0              | 0      | 0            |
| 44 |      | Peter González    | 3              | 0              | 0              | 0              | 0              | Pas dans l'effectif cette saison | Pas dans l'effectif cette saison | Pas dans l'effectif cette saison | Pas dans l'effectif cette saison | Pas dans l'effectif cette saison | N'a pas été utilisé cette saison | N'a pas été utilisé cette saison | N'a pas été utilisé cette saison | N'a pas été utilisé cette saison | N'a pas été utilisé cette saison | Pas dans l'effectif cette saison | Pas dans l'effectif cette saison | Pas dans l'effectif cette saison | Pas dans l'effectif cette saison | Pas dans l'effectif cette saison | 3     | 0           | 0              | 0      | 0            |

### Buteurs (toutes compétitions)
Mise à jour : 3 Juin 2022
| Rang | Joueur            | LaLiga Santander | Supercoupe d'Espagne | Coupe du Roi | Ligue des Champions | Total |
| ---- | ----------------- | ---------------- | -------------------- | ------------ | ------------------- | ----- |
| 1    | Karim Benzema     | 27               | 2                    | 0            | 15                  | 44    |
| 2    | Vinícius Júnior   | 17               | 1                    | 0            | 4                   | 22    |
| 3    | Marco Asensio     | 10               | 0                    | 1            | 1                   | 12    |
| 4    | Rodrygo           | 4                | 0                    | 0            | 5                   | 9     |
| 5    | Luka Modrić       | 2                | 1                    | 0            | 0                   | 3     |
| 6    | David Alaba       | 2                | 0                    | 0            | 1                   | 3     |
| 7    | Toni Kroos        | 1                | 0                    | 0            | 2                   | 3     |
| 8    | Nacho             | 3                | 0                    | 0            | 0                   | 3     |
| 9    | Lucas Vázquez     | 3                | 0                    | 0            | 0                   | 3     |
| 10   | Ferland Mendy     | 2                | 0                    | 0            | 0                   | 2     |
| 11   | Éder Militão      | 1                | 0                    | 1            | 0                   | 2     |
| 12   | Eduardo Camavinga | 2                | 0                    | 0            | 0                   | 2     |
| 13   | Isco              | 1                | 0                    | 1            | 0                   | 2     |
| 14   | Dani Carvajal     | 1                | 0                    | 0            | 0                   | 1     |
| 15   | Casemiro          | 1                | 0                    | 0            | 0                   | 1     |
| 16   | Luka Jović        | 1                | 0                    | 0            | 0                   | 1     |
| 17   | Federico Valverde | 0                | 1                    | 0            | 0                   | 1     |
| 18   | Eden Hazard       | 0                | 0                    | 1            | 0                   | 1     |
| 19   | Mariano           | 1                | 0                    | 0            | 0                   | 1     |
| 20   | Gareth Bale       | 1                | 0                    | 0            | 0                   | 1     |

(Les chiffres ci-dessus ne sont valables que pour les matchs officiels)
- Récapitulatif des buteurs madrilènes lors des matchs amicaux de la saison 2021-2022
  - 1 but : Rodrygo.

### Passeurs décisifs (toutes compétitions)
Mise à jour : 3 Juin 2022
| Rang | Joueur            | LaLiga Santander | Supercoupe d'Espagne | Coupe du Roi | Ligue des Champions | Total |
| ---- | ----------------- | ---------------- | -------------------- | ------------ | ------------------- | ----- |
| 1    | Vinícius Júnior   | 10               | 0                    | 0            | 6                   | 16    |
| 2    | Karim Benzema     | 12               | 1                    | 0            | 1                   | 14    |
| 3    | Luka Modrić       | 8                | 0                    | 0            | 4                   | 12    |
| 4    | Rodrygo           | 4                | 2                    | 0            | 2                   | 8     |
| 5    | David Alaba       | 3                | 0                    | 1            | 0                   | 4     |
| 6    | Ferland Mendy     | 1                | 0                    | 0            | 3                   | 4     |
| 7    | Dani Carvajal     | 3                | 0                    | 0            | 1                   | 4     |
| 8    | Toni Kroos        | 3                | 0                    | 0            | 0                   | 3     |
| 9    | Casemiro          | 3                | 0                    | 0            | 0                   | 3     |
| 10   | Luka Jović        | 3                | 0                    | 0            | 0                   | 3     |
| 11   | Marco Asensio     | 1                | 0                    | 0            | 2                   | 2     |
| 12   | Éder Militão      | 2                | 0                    | 0            | 0                   | 2     |
| 13   | Eduardo Camavinga | 1                | 0                    | 0            | 1                   | 2     |
| 14   | Marcelo           | 2                | 0                    | 0            | 0                   | 2     |
| 15   | Federico Valverde | 1                | 0                    | 0            | 1                   | 2     |
| 16   | Eden Hazard       | 1                | 0                    | 0            | 0                   | 1     |
| 17   | Mariano           | 1                | 0                    | 0            | 0                   | 1     |
| 18   | Dani Ceballos     | 0                | 0                    | 1            | 0                   | 1     |
| 19   | Miguel Gutiérrez  | 1                | 0                    | 0            | 0                   | 1     |

## Joueur du mois
Le joueur ayant le plus de nominations est nommé Joueur de la saison du Real Madrid.
Avec 3 nominations, Karim Benzema est le Joueur de la saison du Real Madrid pour la 4e fois.
| Août      | Vinícius Júnior  | [ 24 ] |
| Septembre | Karim Benzema    | [ 25 ] |
| Octobre   | Vinícius Júnior  | [ 26 ] |
| Novembre  | Vinícius Júnior  | [ 27 ] |
| Décembre  | Éder Militão     | [ 28 ] |
| Janvier   | Luka Modrić      | [ 29 ] |
| Février   | Thibaut Courtois | [ 30 ] |
| Mars      | Karim Benzema    | [ 31 ] |
| Avril     | Karim Benzema    | [ 32 ] |

## Récompenses et distinctions
Karim Benzema  reçoit le Prix du Joueur du mois de septembre 2021 et avril 2022 en Liga pour la saison 2021-2022.
Le 8 octobre, Karim Benzema et Luka Modrić font partie de la liste des 30 nommés pour le Ballon d'or 2021 de France Football.
Le 24 novembre, Karim Benzema figure parmi les finalistes pour le prix du Meilleur footballeur de l'année FIFA 2021.
Le 29 novembre, Karim Benzema termine 4e du Ballon d'or 2021 de France Football et Luka Modrić termine 29e.
Vinícius Júnior  reçoit le Prix du Joueur du mois de novembre en Liga pour la saison 2021-2022.
Le 14 décembre, David Alaba et Karim Benzema font partie de la pré-liste des 23 nommés dans le FIFA/FIFPro World XI de l'année 2021.
Le 15 décembre, Karim Benzema reçoit le trophée As du meilleur joueur de l'année 2021.
Quatre joueurs du Real font partie de la liste des 30 nommés pour le Samba d'or 2021, Casemiro, Éder Militão, Rodrygo et Vinícius Júnior.
Le 22 décembre, David Alaba a été élu meilleur joueur autrichien de l'année 2021.
Le 13 janvier, Karim Benzema a été élu meilleur joueur français de l'année 2021.
Le 16 janvier, Luka Modrić a été élu MVP de la finale de Supercoupe d'Espagne, que le Real Madrid a remporté face à l'Athletic Bilbao.
David Alaba fait partie du FIFA/FIFPro World XI de l'année 2021.
Le 22 mai 2022, Karim Benzema remporte le Trophée Pichichi de la saison 2021/22.
Le 31 mai 2022, Karim Benzema termine meilleur buteur ainsi que meilleur joueur de la Ligue des Champions 2021-2022.

## Autres statistiques

### Affluence
Affluence du Real Madrid à domicile